# Eclipse (Journey)
Eclipse (stilizzato in ECL1PS3) è il quattordicesimo album in studio del gruppo musicale rock statunitense Journey, pubblicato nel 2011.

## Tracce
Testi e musiche di Neal Schon e Jonathan Cain tranne dove indicato.
1. City of Hope – 6:02
2. Edge of the Moment – 5:27
3. Chain of Love – 6:10
4. Tantra – 6:27
5. Anything Is Possible – 5:21
6. Resonate – 5:11
7. She's a Mystery – 6:41 (Schon, Cain, Arnel Pineda)
8. Human Feel – 6:44
9. Ritual – 4:57
10. To Whom It May Concern – 5:15 (Pineda, Schon, Cain)
11. Someone – 4:35
12. Venus (strumentale) – 3:34 (Schon)

## Formazione
- Arnel Pineda - voce
- Neal Schon - chitarre, cori
- Jonathan Cain - tastiere, chitarra, cori
- Ross Valory - basso, cori
- Deen Castronovo - batteria, percussioni, cori

## Classifiche
| Classifica (2011) | Posizione raggiunta |
| ----------------- | ------------------- |
| Stati Uniti       | 13                  |